# James Harrington
Pour les articles homonymes, voir Harrington.
James Harrington (né le 3 janvier 1611 à Upton, comté de Rutland, dans le Northamptonshire, mort le  11 septembre 1677  à Westminster) est un philosophe anglais, dont les conceptions républicaines ont eu une grande influence sur l'émergence des régimes représentatifs modernes.

## Biographie
James Harrington est issu d’une famille noble apparentée aux Stuarts. Il fréquente deux ans le Trinity College (Oxford) sans y acquérir de diplôme. Sa mère meurt en 1619, James a 8 ans. Son père meurt en 1629. Avec son héritage, il voyage en Europe continentale (Flandre, Danemark, France, Suisse, Italie) et revient en Angleterre en 1636. Il est proche de Charles Ier, avant son exécution, avant de se consacrer à ses travaux littéraires.

## Œuvres
L'œuvre la plus importante de Harrington, La communauté d'Oceana, paraît en 1656, durant la courte période non monarchique qui sépare l'exécution du roi d'Angleterre Charles Ier (1649) de la restauration due à son fils Charles II (1660). L'œuvre est dédiée à Oliver Cromwell (qui avait fait censurer la première version du livre) et tente de combler le vide institutionnel grâce au modèle d'une république idéale.
Harrington, qui préfère parler de « commonwealth » plutôt que de « république », déploie une théorie républicaine qui se caractérise par le principe de la représentation, la rotation des charges et un système bicaméral avec séparation stricte entre le conseil et la décision. Partant du constat que le pouvoir politique repose sur le pouvoir économique — principe popularisé ensuite sous forme de devise : le pouvoir découle de la propriété —, Harrington vise une répartition équilibrée de la propriété foncière anglaise via des changements dans les règles d'héritage et dans la législation agraire.
Les propositions de Harrigton ont un caractère pratique et réaliste. Selon Raymond Polin, « il semble bien que Harrington ait considéré son Oceana moins comme une utopie que comme un modèle pratique de gouvernement ».
Dans The Prerogative of Popular Governemnt, publié en 1658, il répond aux critiques de Oceana. En 1659, il publie The art of lawgiving, résumé méthodique de l'ensemble de sa doctrine, ainsi qu'un recueil d'aphorismes (Aphorisms political).

## Contexte historique
La période qui s'étend de la naissance de Harrington en 1611 à sa mort en 1677 est une période de profonds bouleversements en Angleterre. La soif de pouvoir absolutiste de Jacques Ier et de son fils Charles Ier ont entraîné un conflit avec le Parlement. Ce conflit conduit à la Révolution anglaise en 1642 (Première et Deuxième guerre civile anglaises). Grâce aux réussites militaires de la New Model Army sous le commandement de Oliver Cromwell le conflit est définitivement tranché en faveur du Parlement, en 1648. Charles Ier est condamné à mort par le Parlement et décapité le 30 janvier 1649. Pendant un court moment, il semble que le combat pour le pouvoir entre la monarchie et le Parlement - ce qui était l'une des causes de la révolution - conduirait, à long terme, à une république. Cromwell est nommé en 1653 Lord Protecteur d'Angleterre, Écosse et Irlande. Bien qu'ayant refusé le titre de roi, sa position lui confére un pouvoir despotique. Le règne de son fils Richard, choisi comme successeur, est très court. La chute du Protectorat a lieu en mai 1659, seulement huit mois après la mort d'Oliver Cromwell. La monarchie est restaurée peu de temps après, sous le règne de Charles II, fils du roi décapité.

## Postérité
L'orientaliste allemand Johann-Michael Wansleben se consacre, dès 1665, à la copie manuscrite des œuvres de Harrington.  
En Angleterre, Coleridge l'admire. Les idées de Harrington influencent la culture politique des Whigs libéraux. La théorie politique de Harrington influence la constitution des colonies anglaises d'Amérique du Nord, et, au XVIIIe siècle, le mouvement de l'indépendance nord-américaine et la Révolution française. 
En Amérique du Nord, le concept d'un parlement bicaméral élu, prôné par Harrington, est repris par John Adams, qui oppose le règne de la loi à celui des hommes (« Empire of laws, not of men ») et sert ainsi de modèle pour la constitution des États-Unis.
Les idées d’Harrington trouvent aussi un écho dans la France du XVIIIe siècle.  Montesquieu, Rousseau, Sieyès, Saige, s'en inspirent. Ainsi, un modèle de constitution pour la nation française, daté du 25 septembre 1792, avec une préface signée de Théodore Le Sueur, transpose fidèlement les idées développées dans Oceana.

#### Ouvrages
- C. B. Macpherson (trad. Michel Fuchs), La théorie politique de l'individualisme possessif de Hobbes à Locke  (chap. III : Harrington, l'État et l'égalité des chances, nrf Gallimard, 1971, p. 177 - 213

- Harrington, James et Pocock, John Greville Agard (trad. de l'anglais), Océana ; précédé de : L'oeuvre politique de Harrington, Paris, Belin, coll. « Littérature et politique », 1995, 476 p. (ISBN 2-7011-1528-0, SUDOC 003689573).
- Centre d'études et de recherches sur la Renaissance anglaise, James Harrington and the notion of Commonwealth : with a critical edition of John Toland's Life... of Harrington, Harrington's Mechanics of nature, and Proposition in order to the proposing of a Commonwealth or democracie, Montpellier, Publications de l'université Paul-Valéry-Montpellier III, 1998, 310 p. (ISBN 2-84269-238-1, SUDOC 048189081).

- James Harrington et Bernard Graciannette (trad. de l'anglais), L'Art de légiférer, suivi de Un Système de politique, Pessac, Presses universitaires de Bordeaux, coll. « Histoire des pensées.Textes », 2009, 257 p. (ISBN 978-2-86781-570-6, SUDOC 139731253)

- Harrington et le républicanisme à l'âge classique, Pessac, Presses universitaires de Bordeaux, coll. « Histoire des pensées », 2014, 234 p. (ISBN 978-2-86781-896-7, SUDOC 180676105).
- (en) Hammersley, Rachel, James Harrington : An Intellectual Biography, Oxford, Oxford University press, 2019, 336 p. (ISBN 978-0-19-880985-2, lire en ligne).
- Myriam-Isabelle Ducrocq, La République de Harrington dans la France des Lumières et de la Révolution, Oxford University Studies, 2022, 288 p. (ISBN 9781802071139, lire en ligne)

#### Articles
- Raymond Polin, « Économie et politique au XVIIe siècle : l' « Oceana » de James Harrington », Revue française de science politique 2-1,‎ 1952, p. 24-41 (lire en ligne)
- Louis Moreau de Bellaing, « James Harrington, Océana, précédé de : John Greville Agard Pocock, L'œuvre politique d'Harrington, Paris, Éditions Belin, 1995 », L'Homme et la société, vol. 117, no 3,‎ 1995, p. 186–187 (lire en ligne, consulté le 14 juin 2025)
- Julien Le Mauff, « Harrington, un démocrate avant les Lumières », La Vie des idées,‎ 8 janvier 2020 (lire en ligne, consulté le 12 janvier 2020)